# Kinto Sol
Kinto Sol, gruppo Messicano di hip-hop con base nella città di Milwaukee, Wisconsin. È composto da tre fratelli: il DJ Payback García, alias Javier García, El Chivo, alias Eduardo García e Skribe, alias Manuel García, questo ultimo, leader del gruppo. Originari di Irámuco, città dello stato del Guanajuato, Messico. Attualmente icona dei cholos.
Il gruppo Kinto Sol ha pubblicato il suo primo album in inglese, il secondo con il titolo, Del Norte al Sur, mentre terzo venne intitolato, Hecho en Mexico per il loro amore per il Messico seguito dall'album, Los Hijos Del Maíz, album di maggior successo, che ebbe il pregio di sensibilizzare il pubblico cantando di razzismo, malinchismo, e orgoglio per le loro antiche origini azteche. L'ultimo album è stato, Carcel De Sueños, dove non appare Antorcha. Le loro canzoni li hanno condotti alla fama alla pari di altri gruppi hip-hop come, Control Machete, Cartel de Santa e Akwid.

## Discografía

### Album
- Kinto Sol (1999)
- Del Norte Al Sur (2000)
- Hecho En México (2003)
- La Sangre Nunca Muere (2005)
- Los Hijos Del Maiz (2007)
- Carcel De Los Sueños (2009)
- El Ultimo Suspiro (2010)
- Familia, Fe y Patría (2012)
- La Tumba Del Alma (2013)
- "Protegiendo El Penacho" (2015)
- "Lo Ke No Se Olvida" (2016)
- "Somos Once" (2017)
- "Lengua Universal" (2018)

## Formazione
Attuale
- Skribe – voce (1999-presente)
- El Chivo – voce (1999-presente)
- DJ Payback – giradischi (1999-presente)

Ex-componenti
- El Gordo - voce (1999-2007)

## Link esteriori
- Pagina Web Ufficiale
- MySpace Ufficiale
- AllMusic
- Kinto Sol di Yahoo! Music
- Kinto Sol[collegamento interrotto] di Univision Music Group